# Кундуштур (Верх-Ушнурское сельское поселение)
Кундуштур (мар. Кундыштӱр) — деревня в Советском районе Республики Марий Эл. Входит в состав Верх-Ушнурского сельского поселения.

## География
Находится в центральной части республики Марий Эл на расстоянии приблизительно 10 км по прямой на восток от районного центра посёлка Советский.

## История
Известна с 1931 года, как деревня из 38 дворов с населением 147 человек, в 1985 году в 29 дворах проживали 170 человек. В советское время работал колхоз «Свобода».

## Население
Население составляло 66 человек (мари 98 %) в 2002 году, 69 в 2010.